# Spilogona dispar
Spilogona dispar är en tvåvingeart som först beskrevs av Fallen 1823.  Spilogona dispar ingår i släktet Spilogona och familjen husflugor.
Artens utbredningsområde är Sverige. Arten är reproducerande i Sverige. Inga underarter finns listade i Catalogue of Life.